# Средње Гамељне
Средње Гамељне (словен. Srednje Gameljne) је насељено место у саставу градске општине Љубљана, Средњесловенска регија, Словенија.

## Историја
До територијалне реорганизације у Словенији било је у саставу града Љубљане, односно старе општине Шишка.

## Становништво
У попису становништва из 2021. године, Средње Гамељне је имало 699 становника.
| Број становника према пописима | Број становника према пописима | Број становника према пописима | Број становника према пописима |
| ------------------------------ | ------------------------------ | ------------------------------ | ------------------------------ |
| 1991                           | 2002                           | 2011                           | 2021                           |
| 544                            | 610                            | 676                            | 699                            |

## Галерија
- река Гамељшчица
- капелица